# Бердо (потік)
Бердо — потік (річка) в Україні у Самбірському районі Львівської області. Права притока річки Ясениці (басейн Дністра).

## Опис
Довжина потоку приблизно 5,76 км, найкоротша відстань між витоком і гирлом — 4,81  км, коефіцієнт звивистості річки — 1,20 . Формується притокою та багатьма безіменними струмками.

## Розташування
Бере початок на південно-східних схилах гори безіменної (776,0 м). Тече переважно на північний захід через село Малу Волосянку і на південно-східній околиці села Ясениця-Замкова впадає у річку Ясеницю, праву притоку річки Дністра.

## Цікаві факти
- Біля гирла потік перетинає автошлях Н13[4] (автомобільний шлях національного значення на території України, Львів — Самбір — Ужгород. Проходить територією Львівської та Закарпатської областей.).